# Álex Blanco
Alejandro Blanco Sánchez, noto semplicemente come Álex Blanco (Benidorm, 22 dicembre 1998), è un calciatore spagnolo, attaccante dell'Olimpia Lubiana.

## Caratteristiche tecniche
È un'ala mancina.

## Carriera

### Club
All'età di 13 anni entra a far parte del settore giovanile del Valencia. Nel 2014 si trasferisce nella Cantera del Barcellona dove gioca per due stagioni al termine delle quali fa ritorno nel club della sua città natale.
Nel 2017 viene assegnato al Valencia Mestalla dove debutta il 16 settembre in occasione della sfida di Segunda División B vinta 3-2 contro l'Atlético Saguntino. Il 9 dicembre seguente segna la sua prima rete, siglando il gol del definitivo 1-1 contro il Sabadell. L'8 gennaio 2018 rinnova il proprio contratto fino al 2020 ed il 30 ottobre seguente debutta in prima squadra subentrando nella ripresa dell'incontro di Coppa del Re vinto 2-0 contro l'Ebro.
Il 31 gennaio 2019 viene ceduto in prestito all'Alavés, con cui debutta nella Liga il 3 febbraio giocando gli ultimi minuti del match perso 3-0 contro il Real Madrid. Terminato il prestito rinnova il proprio contratto per un'ulteriore stagione e viene ceduto in prestito al Real Saragozza in Segunda División.
Tornato a Valencia per fine prestito, viene confermato in rosa in vista della stagione 2020-2021 e il 29 settembre gioca il match inaugurale vinto 2-1 contro la Real Sociedad.
Il 18 gennaio 2022 il Como ne annuncia l'acquisto a titolo definitivo, con contratto fino al giugno 2024. L'esordio avviene quattro giorni dopo, nella partita casalinga col Crotone, pareggiata per 1-1. Il 30 aprile segna la sua prima rete, nel successo per 4-1 in casa della Reggina.
Dopo due stagioni e mezzo con i lariani,  il 31 gennaio 2024 viene ceduto a titolo definitivo alla Reggiana.
Il 30 agosto 2024 viene acquistato dall'Olimpia Lubiana.

### Nazionale
Ha giocato nelle nazionali giovanili spagnole Under-17 ed Under-19.

## Statistiche

### Presenze e reti nei club
Statistiche aggiornate al 17 aprile 2024.
| Stagione                 | Squadra                  | Campionato               | Campionato | Campionato | Coppe nazionali | Coppe nazionali | Coppe nazionali | Coppe continentali | Coppe continentali | Coppe continentali | Altre coppe | Altre coppe | Altre coppe | Totale | Totale |
| Stagione                 | Squadra                  | Comp                     | Pres       | Reti       | Comp            | Pres            | Reti            | Comp               | Pres               | Reti               | Comp        | Pres        | Reti        | Pres   | Reti   |
| ------------------------ | ------------------------ | ------------------------ | ---------- | ---------- | --------------- | --------------- | --------------- | ------------------ | ------------------ | ------------------ | ----------- | ----------- | ----------- | ------ | ------ |
| 2017-2018                | Valencia Mestalla        | SDB                      | 30         | 6          |                 | -               | -               |                    | -                  | -                  |             | -           | -           | 30     | 6      |
| 2018-gen. 2019           | Valencia Mestalla        | SDB                      | 21         | 5          |                 | -               | -               |                    | -                  | -                  |             | -           | -           | 21     | 5      |
| Totale Valencia Mestalla | Totale Valencia Mestalla | Totale Valencia Mestalla | 51         | 11         |                 | -               | -               |                    | -                  | -                  |             | -           | -           | 51     | 11     |
| 2018-gen. 2019           | Valencia                 | PD                       | 0          | 0          | CR              | 2               | 0               |                    | -                  | -                  |             | -           | -           | 2      | 0      |
| gen.-giu. 2019           | Alavés                   | PD                       | 2          | 0          | CR              | 0               | 0               |                    | -                  | -                  |             | -           | -           | 2      | 0      |
| 2019-2020                | Real Saragozza           | SD                       | 32         | 2          | CR              | 3               | 1               |                    | -                  | -                  |             | -           | -           | 35     | 3      |
| 2020-2021                | Valencia                 | PD                       | 13         | 1          | CR              | 3               | 0               |                    | -                  | -                  |             | -           | -           | 6      | 0      |
| 2021-gen. 2022           | Valencia                 | PD                       | 0          | 0          | CR              | 0               | 0               |                    | -                  | -                  |             | -           | -           | 0      | 0      |
| Totale Valencia          | Totale Valencia          | Totale Valencia          | 13         | 1          |                 | 5               | 0               |                    | -                  | -                  |             | -           | -           | 18     | 1      |
| gen.-giu. 2022           | Como                     | B                        | 16         | 1          |                 | -               | -               |                    | -                  | -                  |             | -           | -           | 16     | 1      |
| 2022-2023                | B                        | 29                       | 2          | CI         | 1               | 1               |                 | -                  | -                  |                    | -           | -           | 30          | 3      |        |
| 2023-gen. 2024           | B                        | 5                        | 0          | CI         | 0               | 0               |                 | -                  | -                  |                    | -           | -           | 5           | 0      |        |
| Totale Como              | Totale Como              | Totale Como              | 50         | 3          |                 | 1               | 1               |                    | -                  | -                  |             | -           | -           | 51     | 4      |
| gen.-giu. 2024           | Reggiana                 | B                        | 4          | 0          | CI              | 0               | 0               | -                  | -                  | -                  | -           | -           | -           | 4      | 0      |
| Totale carriera          | Totale carriera          | Totale carriera          | 152        | 16         |                 | 9               | 2               |                    | -                  | -                  |             | -           | -           | 161    | 18     |

## Palmarès

### Club

#### Competizioni nazionali
- Campionato sloveno: 1

Olimpia Lubiana: 2024-2025